# Trionymus magnus
Trionymus magnus är en insektsart som först beskrevs av Cockerell 1901.  Trionymus magnus ingår i släktet Trionymus och familjen ullsköldlöss. Inga underarter finns listade i Catalogue of Life.